# ペ・ヒキョン
ペ・ヒキョン（裵 希卿、ハングル:배 희경、英語:Hee-Kyung Bae、1992年9月28日 - ）は、大韓民国全州市出身の女子プロゴルファーである。所属フリー。

## 経歴
12歳からゴルフを始める。
2010年、アマチュアとして出場した「LIGクラシック」で優勝、同年11月韓国女子プロゴルフ協会（KLPGA）入会。
2013年KLPGAツアー「KDB大宇証券クラシック」でプロとして同ツアー初優勝。
2014年、日本女子プロゴルフ協会（JLPGA）ファイナルクォリファイングトーナメントに進出し9位、翌2015年からTPD単年登録者（呼称は当時）としてJLPGAツアーに参戦。
2018年5月、「中京テレビ・ブリヂストンレディスオープン」でJLPGAツアー初優勝。
JLPGA会員制度改正に伴い「2018年中京テレビ・ブリヂストンレディスオープン優勝」の資格で同会入会を申請し、同時期に申請したフェービー・ヤオ、ユン・チェヨン、ジョン・ジェウン、権藤可恋、カリス・デイビッドソンと共に同年12月1日付けでJLPGA90期生（インターナショナルプロフェッショナル会員）となる。
参戦初年度から2019年まで年間獲得賞金ランキング50位以内で5年連続賞金シード入りを果たしている。